# Брук на Лајти
Брук на Лајти град је у Аустрији, смештен у североисточном делу државе. Значајан је град у покрајини Доњој Аустрији, где је седиште истоименог округа Брук на Лајти.

## Природне одлике
Брук на Лајти се налази у североисточном делу Аустрије, на 40 км југоисточно од главног града Беча.
Град Брук на Лајти се образовао у тзв. Индустријској четврти Доње Аустрије. Надморска висина града је око 160 m, а подручје око града је равничарско и плодно. Кроз град протиче речица Лајта.

## Становништво
Данас је Брук на Лајти град са нешто више од 7.500 становника. Последњих деценија број становника у граду се повећава.

## Галерија
- Главна римокатоличка црква
- Окружно здање
- Угарски торањ
- Дворац Пруг